# Scarlit Scandal
Scarlit Scandal (Fort Pierce, 27 aprile 1999) è un'attrice pornografica statunitense.

## Biografia e carriera pornografica
Scarlit Scandal è nata a Fort Pierce ma è cresciuta a West Palm Beach, in Florida. Dopo aver cercato su Twitter alcune star del settore, nel 2019 è entrata nell'industria pornografica a 19 anni, girando la sua prima scena, Booty Jackin' 7, per Diabolic Video con Rob Piper. Nel febbraio 2020 ha posato per Playboy Plus. Sale alla ribalta nel 2021 quando ottiene sia il premio come nuova star dagli AVN, sia quello come miglior performer dagli XBIZ.
Ha girato oltre 200 scene, lavorando con case di produzione quali BangBros, Mofos, Brazzers, Reality Kings e altre.

## Riconoscimenti
- AVN Awards
  - 2021 – Best New Starlet[7]
  - 2021 – Best Three-Way Sex Scene - G/G/B per Muse con Gianna Dior e Rob Piper[8]
  - 2021 – Mainstream Venture of the Year[9]
  - 2022 – Best Foursome/Orgy Sex Scene per Chaired con Marica Hase, Lulu Chu, Mona Wales, Destiny Cruz e Oliver Flynn[10]
- XBIZ Awards
  - 2021 – Best New Performer[11]
  - 2021 – Best Sex Scene - Erotic - Themed per Obsessed con Ryan McLane[12]
  - 2022 – Best Sex Scene - All Girl per Sweet Sweet Sally Mae con Ana Foxxx[13]